# Storia del conflitto Israelo-Palestinese

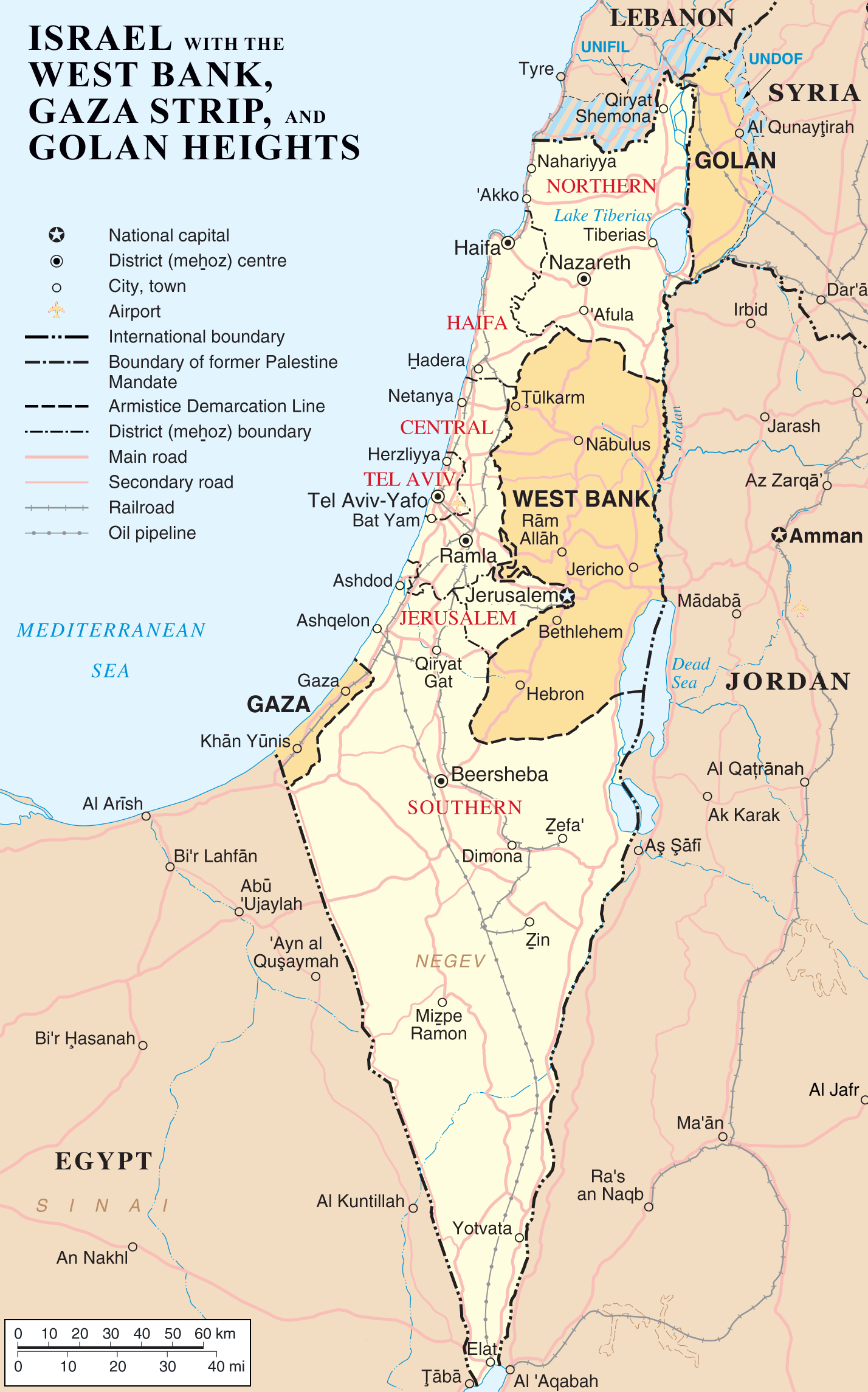
La regione oggi: Israele, la Cisgiordania, la Striscia di Gaza e le Alture del Golan

La storia del conflitto israelo-palestinese risale alla fine del XIX secolo, quando i Sionisti cercarono di stabilire una patria per il popolo ebraico nella Palestina controllata dall' Impero Ottomano, una regione che, nella tradizione ebraica, corrisponde più o meno alla Terra di Israele. La Dichiarazione di Balfour del 1917, emanata dal governo britannico, sostenne l'idea di una patria ebraica in Palestina, il che portò ad un afflusso di immigrati ebrei nella regione. Dopo la seconda guerra mondiale e l'Olocausto, la pressione internazionale per la creazione di uno stato ebraico in Palestina aumentò, portando così alla creazione di Israele nel 1948.
La fondazione di Israele, e la guerra che ne seguì, portò allo sfollamento di centinaia di migliaia di palestinesi che divennero rifugiati, innescando così un conflitto decennale tra Israele e il popolo palestinese. I palestinesi cercano di stabilire un proprio stato indipendente in almeno una parte della Palestina storica. La difesa israeliana dei propri confini, il controllo sulla Cisgiordania, il blocco egizio-israeliano della Striscia di Gaza e la politica interna palestinese rendono attualmente l'obiettivo dei palestinesi fuori dalla loro portata.
Nel corso degli anni si sono svolti numerosi negoziati di pace, ma non è stato raggiunto un accordo di pace a lungo termine. Il conflitto è stato segnato dalla violenza, compresi attacchi terroristici da parte di militanti palestinesi e operazioni militari da parte di Israele. Gli Stati Uniti e altri paesi hanno svolto un ruolo chiave nel tentativo di mediare la pace, ma rimangono molti ostacoli, tra cui la questione degli insediamenti israeliani in Cisgiordania, lo status di Gerusalemme e il destino finale dei rifugiati palestinesi.

## Antefatti

### Movimenti nazionali
Precedentemente alla Prima Guerra Mondiale, la regione del Medio Oriente, compresa la Siria ottomana (la cui parte meridionale è considerata Palestina), fù sotto il controllo dell'Impero Ottomano per quasi 400 anni. Verso la fine del XIX secolo, la Palestina, divisa tra il Mutasarrifato di Gerusalemme, il Vilayet di Siria e il Vilayet di Beirut, era abitata prevalentemente da arabi musulmani, sia contadini che beduini (principalmente nel Negev e nella Valle del Giordano), con un numero minore di Cristiani (per lo più arabi), drusi, circassi ed ebrei (prevalentemente sefarditi). A quel tempo la maggior parte degli ebrei di tutto il mondo viveva fuori dalla Palestina, prevalentemente nell’Europa centrale e orientale, con comunità significative nel Mediterraneo, nel Medio Oriente e nelle Americhe.
Le radici del conflitto possono essere ricondotte alla fine del XIX secolo, con l’ascesa di movimenti nazionali, tra cui il sionismo e il nazionalismo arabo. Sebbene l’aspirazione ebraica a ritornare a Sion fosse stata parte del pensiero religioso ebraico per più di un millennio, la popolazione ebraica dell’Europa e, in una certa misura, del Medio Oriente cominciò a discutere più attivamente dell’immigrazione in Terra d’Israele e del ristabilimento della nazione ebraica, solo tra il 1859 e il 1880, in gran parte come soluzione alla diffusa persecuzione degli ebrei e all'antisemitismo in Russia e in Europa. Di conseguenza, il movimento sionista, il movimento moderno per la creazione di un patria del popolo ebraico, venne costituito come movimento politico nel 1897.
Il movimento sionista chiedeva la creazione di uno stato nazionale per il popolo ebraico in Palestina, che fungesse da rifugio per gli ebrei del mondo e nel quale essi avrebbero il diritto all’autodeterminazione. I sionisti arrivarono sempre più a sostenere che questo Stato dovesse trovarsi nella loro patria storica, che chiamavano Terra d'Israele. L’Organizzazione Sionista Mondiale e il Fondo Nazionale Ebraico incoraggiarono l’immigrazione e finanziarono l’acquisto di terre, sia sotto il dominio ottomano che sotto quello britannico, nella regione della Palestina mentre il nazionalismo arabo, almeno nella sua forma iniziale, e il nazionalismo siriano furono tendenze dominanti, insieme alla continua lealtà allo stato ottomano, nell’area.
Secondo Benny Morris, tra i primi incidenti violenti registrati tra arabi ed ebrei appena immigrati in Palestina ci fu la morte accidentale di un uomo arabo a Safed, durante un matrimonio nel dicembre 1882, da parte di una guardia ebrea della neonata Rosh Pina. In risposta, circa 200 arabi si riversarono sull'insediamento ebraico lanciando pietre e vandalizzando proprietà. Un altro incidente accadde a Petah Tikva, dove all'inizio del 1886 i coloni ebrei chiesero ai loro inquilini di lasciare la terra contesa e iniziarono a invaderla. Il 28 marzo, un colono ebreo che attraversava questa terra è stato attaccato e derubato del suo cavallo dagli arabi Yahudiya, mentre i coloni hanno confiscato nove muli trovati al pascolo nei loro campi, anche se non è chiaro quale incidente sia avvenuto per primo e quale sia stata la ritorsione. I coloni ebrei si rifiutarono di restituire i muli, una decisione vista come una provocazione. Il giorno seguente, quando la maggior parte degli uomini dell'insediamento era assente, cinquanta o sessanta abitanti arabi attaccarono Petach Tikva, vandalizzando case e campi e portando via gran parte del bestiame. Quattro ebrei rimasero feriti e una quinta, una donna anziana con problemi cardiaci, morì quattro giorni dopo.
Nel 1908, tredici ebrei erano stati uccisi dagli arabi, quattro di loro uccisi in quelle che Benny Morris chiama "circostanze nazionaliste", gli altri nel corso di rapine e altri crimini. Nei successivi cinque anni dodici guardie ebraiche degli insediamenti furono uccise dagli arabi. I coloni cominciarono a parlare sempre più di “odio” e di “nazionalismo” arabo nascosti dietro le crescenti depredazioni, piuttosto che di semplice “banditismo”.
Le ambizioni sioniste venivano sempre più identificate come una minaccia dai leader arabi nella regione della Palestina. Alcuni sviluppi, come l'acquisizione di terre da proprietari arabi per insediamenti ebraici, che portò allo sfratto dei Fellaheen dalle terre che coltivavano come fittavoli, aggravarono la tensione tra le parti e causarono la popolazione araba nella regione della Palestina sentirsi espropriati delle proprie terre. Le norme ottomane sull'acquisto di terreni furono invocate in seguito alle denunce locali contro l'aumento dell'immigrazione. I politici ottomani alla fine del XIX secolo erano preoccupati per la crescente influenza russa ed europea nella regione, in parte come risultato di una grande ondata di immigrazione dall’Impero russo. Le autorità ottomane temevano la lealtà dei nuovi immigrati non tanto perché fossero ebrei, ma per la preoccupazione che la loro lealtà fosse principalmente verso il loro paese di origine, la Russia, con cui l'Impero Ottomano aveva una lunga storia di conflitti: La lealtà degli immigrati verso la Russia avrebbe potuto, infine, minare il controllo turco nella regione della Palestina. Questa preoccupazione è stata fomentata dall’esempio visto nello smantellamento dell’autorità ottomana nella regione dei Balcani. Anche l'immigrazione europea era considerata dai residenti locali una minaccia alla struttura culturale della regione. Il significato regionale delle rivolte antiebraiche (pogrom) in Russia tra la fine del XIX e l'inizio del XX secolo e la legislazione anti-immigrazione emanata in Europa fu che ondate di immigrati ebrei iniziarono ad arrivare in Palestina (vedi Prima Aliyah e Seconda Aliyah). Come risultato della portata delle varie iniziative sioniste che iniziarono a diventare evidenti, la popolazione araba nella regione della Palestina iniziò a protestare contro l’acquisizione di terre da parte della popolazione ebraica. Di conseguenza, nel 1892 le autorità ottomane vietarono la vendita di terreni agli stranieri. Nel 1914 la popolazione ebraica in Palestina era salita a oltre 60000, di cui circa 33000 erano coloni recenti.

### La Prima Guerra Mondiale e il primo dopoguerra (1917-20)
Come risultato di un trattato di mutua difesa che l'Impero Ottomano stipulò con la Germania, durante la Prima Guerra Mondiale, l'Impero Ottomano si unì alle Potenze Centrali opposte a Gran Bretagna e Francia. La possibilità di liberare la Palestina dal controllo dell'Impero Ottomano portò la nuova popolazione ebraica e la popolazione araba in Palestina a sostenere l'allineamento di Regno Unito, Francia e Russia durante la prima guerra mondiale. Nel 1915, la corrispondenza McMahon-Hussein fu formato come un accordo con i leader arabi per garantire la sovranità alle terre arabe sotto il controllo ottomano per formare uno stato arabo in cambio della Grande Rivolta Araba contro gli Ottomani. Tuttavia, la Dichiarazione Balfour del 1917 proponeva di "favorire l'istituzione in Palestina di un focolare nazionale per il popolo ebraico, ma che non si dovesse fare nulla per pregiudicare i diritti civili e religiosi delle comunità non ebraiche esistenti in Palestina". Nel 1916, l'accordo anglo-francese Sykes-Picot assegnò all'Impero britannico l'area dell'attuale Giordania, Israele, i territori palestinesi e l'area dell'attuale Iraq. La Dichiarazione Balfour fu vista dai nazionalisti ebrei come la pietra angolare di una futura patria ebraica su entrambe le sponde del fiume Giordano, ma aumentò le preoccupazioni della popolazione araba nella regione della Palestina.
Nel 1917, gli inglesi riuscirono a sconfiggere le forze ottomane ed occuparono la regione della Palestina. Il territorio rimase sotto l'amministrazione militare britannica per il resto della guerra.
Il 3 gennaio 1919, il futuro presidente dell'Organizzazione sionista mondiale Chaim Weizmann e il futuro re dell'Iraq Faisal I firmarono l'accordo Faisal-Weizmann in cui Faisal accettò provvisoriamente la Dichiarazione Balfour a condizione che venisse mantenuta la promessa britannica in tempo di guerra di includere la Palestina nell'area di indipendenza araba.
Alla Conferenza di pace di Parigi del 1919 e al Trattato di Versailles, fu formalizzata la perdita del suo impero in Medio Oriente da parte della Turchia.

## Violenza intercomunitaria nella Palestina mandataria

### Prima della Seconda Guerra Mondiale
Dopo la Prima Guerra Mondiale e il crollo dell’Impero Ottomano, nell’aprile 1920 il Consiglio Supremo Alleato riunito a San Remo concesse alla Gran Bretagna i mandati per la Palestina e la Transgiordania (i territori che comprendono l’area dell’attuale Israele, Giordania, Cisgiordania e Striscia di Gaza), avallando i termini della Dichiarazione Balfour. La storica Laura Robson ha descritto questo come parte della "pratica coloniale di territorializzazione dell'identità settaria" per cui la "designazione" ebraica "porterebbe con sé ogni sorta di bagaglio politico totalmente assente dalla precedente esperienza delle numerose comunità ebraiche del mondo arabo ottomano e i loro connazionali musulmani e cristiani».
Nell'agosto 1920 ciò fu ufficialmente riconosciuto nel Trattato di Sèvres. Sia i rappresentanti sionisti che quelli arabi hanno partecipato alla conferenza, dove si sono incontrati e hanno firmato un accordo di cooperazione. L'accordo non è mai stato attuato. I confini e i termini in base ai quali doveva svolgersi il mandato non furono definiti fino al settembre del 1922. L'articolo 25 del mandato specificava che l'area orientale (allora nota come Transgiordania o Transgiordania) non doveva essere soggetta a tutte le parti del mandato, in particolare le disposizioni riguardanti un focolare nazionale ebraico. Ciò fu utilizzato dagli inglesi come motivazione per stabilire uno stato arabo autonomo sotto il mandato, che vedeva come un adempimento almeno parziale degli impegni assunti nella corrispondenza Hussein-McMahon. L'11 aprile 1921, gli inglesi affidarono l'amministrazione della regione orientale del Mandato britannico alla dinastia araba hashemita della regione dell'Hejaz (una regione situata nell'attuale Arabia Saudita) e il 15 maggio 1923 la riconobbero come stato autonomo, eliminando così le aspirazioni nazionali ebraiche su quella parte della Palestina mandataria. Il mandato sulla Transgiordania terminò il 22 maggio 1946, quando il Regno hashemita della Transgiordania (poi Giordania) ottenne l'indipendenza.
Il nazionalismo palestinese è stato caratterizzato da una reazione al movimento sionista e all'insediamento ebraico in Palestina, nonché da un desiderio di autodeterminazione da parte della popolazione araba nella regione. L’immigrazione ebraica in Palestina continuò a crescere in modo significativo durante il periodo del mandato britannico in Palestina, principalmente a causa della crescita dell’antisemitismo in Europa. Tra il 1919 e il 1926, 90000 immigrati arrivarono in Palestina a causa delle manifestazioni antisemite, come i pogrom in Ucraina in cui furono uccisi 100000 ebrei. Alcuni di questi immigrati furono assorbiti nelle comunità ebraiche stabilite su terre acquistate legalmente dalle agenzie sioniste da proprietari assenti. In alcuni casi, una grande acquisizione di terre, da parte di proprietari assenti, ha portato alla sostituzione dei fittavoli Fallah con coloni ebrei europei, facendo sentire gli arabi palestinesi espropriati. L’immigrazione ebraica in Palestina fu particolarmente significativa dopo l’ascesa al potere dei nazisti in Germania, in seguito alla quale la popolazione ebraica in Palestina raddoppiò.
La popolazione araba in Palestina si oppose all'aumento della popolazione ebraica perché i nuovi immigrati si rifiutavano di affittare o vendere terreni ai palestinesi, o di assumerli. Durante gli anni '20 le relazioni tra la popolazione ebraica e quella araba si deteriorarono e l'ostilità tra i due gruppi si intensificò.
Dal 1920, il Gran Mufti di Gerusalemme Haj Mohammad Amin al-Husayni divenne il leader del movimento arabo palestinese e giocò un ruolo chiave nell'incitamento alle rivolte religiose contro la popolazione ebraica in Palestina. Il Mufti fomentò le passioni religiose contro gli ebrei sostenendo che gli ebrei stavano cercando di ricostruire il tempio ebraico sul sito della Cupola della Roccia e di Jami Al-Aqsa.
Le prime grandi rivolte contro la popolazione ebraica in Palestina furono i moti di Giaffa nel 1921. In seguito ai quali, fu fondata l'Haganah come forza di difesa per la popolazione ebraica del Mandato britannico per la Palestina. La tensione religiosa sul Kotel e l'escalation delle tensioni tra la popolazione araba ed ebraica portarono alla rivolta palestinese del 1929. In queste rivolte nazionaliste-religiose, gli ebrei furono massacrati a Hebron. La devastazione ebbe luogo anche a Safed e Gerusalemme. Nel 1936, mentre l’Europa si preparava alla guerra, il Consiglio supremo musulmano in Palestina, guidato da Amin al-Husayni, istigò la rivolta araba in Palestina del 1936-39 in cui gli arabi palestinesi si ribellarono e uccisero ebrei in varie città. Nel 1937 Amin al-Husayni, ricercato dagli inglesi, fuggì dalla Palestina e si rifugiò successivamente in Libano, Iraq, Italia e infine nella Germania nazista.
Gli inglesi risposero agli scoppi di violenza con la Commissione d'inchiesta Haycraft (1921), la Commissione Shaw (1930), la Commissione Peel del 1936-1937, la Commissione Woodhead (1938) e il Libro bianco del 1939.
La Commissione Peel del 1937 fu la prima a proporre una soluzione al conflitto a due stati, secondo la quale la Palestina sarebbe stata divisa in due stati: uno stato arabo e uno stato ebraico. Lo stato ebraico includerebbe la piana costiera, la valle di Jezreel, Beit She'an e la Galilea, mentre lo stato arabo includerebbe la Transgiordania, la Giudea,  la Samaria, la valle del Giordano e il Negev. I due principali leader ebrei, Chaim Weizmann e David Ben-Gurion, convinsero il Congresso sionista ad approvare la continuazione dei negoziati con gli inglesi, anche se respinse il piano dettagliato. La leadership araba in Palestina respinse le conclusioni e rifiutò di condividere qualsiasi terra in Palestina con la popolazione ebraica. Il rifiuto della proposta della Commissione Peel da parte degli Arabi portò alla creazione della Commissione Woodhead. La Commissione Woodhead prese in considerazione tre diversi piani, uno dei quali era basato sul piano Peel. In un rapporto del 1938, la Commissione respinse il piano Peel principalmente sulla base del fatto che non poteva essere attuato senza un massiccio trasferimento forzato di arabi (un'opzione che il governo britannico aveva già escluso). Nonostante il dissenso di alcuni dei suoi membri, la Commissione raccomandò invece un piano che lascerebbe la Galilea sotto il mandato britannico, ma sottolineò i gravi problemi che ne derivavano, tra cui la mancanza di autosufficienza finanziaria del proposto Stato arabo. Il governo britannico ha accompagnato la pubblicazione del Rapporto Woodhead con una dichiarazione politica che respingeva la spartizione in quanto impraticabile a causa di "difficoltà politiche, amministrative e finanziarie".
Nel maggio 1939 il governo britannico pubblicò un nuovo documento politico che cercava di attuare la soluzione di uno Stato unico in Palestina, riducendo significativamente il numero di immigrati ebrei autorizzati ad entrare in Palestina stabilendo una quota per l'immigrazione ebraica fissata dal governo britannico nel 1939, a breve termine, e che verrebbe stabilito dalla leadership araba a lungo termine. La quota poneva anche restrizioni al diritto degli ebrei di acquistare terre dagli arabi, nel tentativo di limitare i danni socio-politici. Queste restrizioni rimasero fino alla fine del periodo del mandato, un periodo parallelo alla Seconda Guerra Mondiale e all'Olocausto, durante il quale molti rifugiati ebrei tentarono di fuggire dall'Europa. Di conseguenza, durante gli anni '30 e '40 la leadership dell'Yishuv organizzò un paio di ondate di immigrazione clandestina di ebrei sotto il mandato britannico della Palestina (vedi anche Aliyah Bet), che causò ancora più tensioni nella regione.
Ben-Gurion disse che voleva "concentrare le masse del nostro popolo in questo paese Palestina e nei suoi dintorni." Gurion disse al ventesimo Congresso sionista: "Lo Stato ebraico che ci viene offerto ora non è l'obiettivo sionista. [...] Ma può servire come tappa decisiva lungo il percorso verso una maggiore attuazione del sionismo. Si consoliderà in Palestina, entro nel più breve tempo possibile, la vera forza ebraica, che ci condurrà alla nostra meta storica». In un dibattito presso l'Agenzia Ebraica ha affermato di volere un accordo arabo-ebraico "sulla base del presupposto che quando diventeremo una forza forte, come risultato della creazione dello Stato, aboliremo la spartizione e ci espanderemo a tutta la Palestina ."

## Durante la Seconda Guerra Mondiale
Nel maggio 1941, il leader palestinese in esilio Amin al-Husayni emise una fatwa per una guerra santa contro la Gran Bretagna. Nel 1941, durante un incontro con Adolf Hitler, Amin al-Husayni chiese alla Germania di opporsi, come parte della lotta araba per l'indipendenza, alla creazione di un focolare nazionale ebraico in Palestina. Ricevette da Hitler la promessa che la Germania avrebbe eliminato le fondazioni ebraiche esistenti in Palestina dopo che i tedeschi avessero ottenuto la vittoria nella guerra. Durante la guerra al-Husayni prestò servizio come propagandista per la Germania.

### Il secondo dopoguerra
Dopo la Seconda Guerra Mondiale, come risultato della politica britannica, le organizzazioni di resistenza ebraiche si unirono e fondarono il Movimento di Resistenza Ebraico che coordinò gli attacchi armati contro l'esercito britannico avvenuti tra il 1945 e il 1946. In seguito all'attentato al King David Hotel (in cui L'Irgun fece saltare in aria il King David Hotel a Gerusalemme, sede dell'amministrazione britannica), cosa che scioccò l'opinione pubblica a causa della morte di molti civili innocenti, il Movimento di resistenza ebraica fu smantellato nel 1946. La dirigenza dell'Yishuv decise invece di concentrare i propri sforzi sull'immigrazione clandestina e iniziò a organizzare una massiccia immigrazione di profughi ebrei europei in Palestina utilizzando piccole imbarcazioni che operavano in segreto, molte delle quali furono catturate in mare dagli inglesi e imprigionate in campi Cipro. Circa 70000 ebrei furono portati in Palestina in questo modo nel 1946 e nel 1947. I dettagli dell'Olocausto ebbero un effetto importante sulla situazione in Palestina e promossero un ampio sostegno al movimento sionista.

### Spartizione del 1947
Il 15 maggio 1947, l'Assemblea Generale delle neonate Nazioni Unite deliberò la creazione di un comitato, (Comitato Speciale delle Nazioni Unite sulla Palestina), "per preparare all'esame della prossima sessione ordinaria dell'Assemblea un rapporto sulla questione della Palestina". Il Comitato doveva essere composto da rappresentanti di Australia, Canada, Cecoslovacchia, Guatemala, India, Iran, Paesi Bassi, Perù, Svezia, Uruguay e Jugoslavia.
Nel capitolo VI del rapporto del 3 settembre 1947, la maggioranza del Comitato propose raccomandazioni all'esame dell'Assemblea Generale secondo cui "la Palestina entro i suoi attuali confini, dopo un periodo transitorio di due anni a partire dal 1 settembre 1947, sarà costituita in uno Stato arabo indipendente, uno Stato ebraico indipendente e la Città di Gerusalemme». Si supponeva che lo stato arabo comprendesse circa 4300 miglia quadrate (11000 km2) e contenesse una piccola popolazione ebraica. Si supponeva che lo Stato ebraico avesse una superficie di circa 5700 miglia quadrate (15000 km quadrati) e avrebbe dovuto contenere una considerevole minoranza araba. Nessuno dei due stati sarebbe contiguo. Gerusalemme e Betlemme dovevano essere poste sotto il controllo delle Nazioni Unite. Nessuna delle due parti era soddisfatta del piano di spartizione. Agli ebrei non piaceva perdere Gerusalemme – che all’epoca aveva una popolazione a maggioranza ebraica – ed erano preoccupati per la sostenibilità di uno stato non contiguo. Tuttavia, la maggior parte degli ebrei in Palestina accettò il piano e l’Agenzia Ebraica (il governo de facto dell’Yishuv) fece una fervente campagna per la sua approvazione. I gruppi ebraici più estremisti, come l'Irgun, rifiutarono il piano. La leadership araba sostenne che ciò violava i diritti della maggioranza del popolo palestinese, che all'epoca era composto per il 67% da non ebrei (1237000) e per il 33% da ebrei (608000). I leader arabi sostenevano inoltre che un gran numero di arabi sarebbero rimasti intrappolati nello Stato ebraico. Tutti i principali leader arabi si opposero in linea di principio al diritto degli ebrei a uno stato indipendente in Palestina, riflettendo le politiche della Lega Araba.
Il 29 novembre 1947, l’Assemblea Generale adottò una risoluzione che raccomandava “al Regno Unito, in quanto potenza mandataria per la Palestina, e a tutti gli altri Membri delle Nazioni Unite, l’adozione e l’attuazione, per quanto riguarda il futuro governo della Palestina, di il Piano di spartizione con l'unione economica", (una versione leggermente modificata del piano nel capitolo VI del rapporto del 3 settembre 1947), come Risoluzione 181(II)). Trentatré stati hanno votato a favore della risoluzione, mentre 13 paesi si sono opposti. Dieci paesi si sono astenuti dal voto. L'Yishuv accettò il piano, ma gli arabi in Palestina e negli stati arabi circostanti lo rifiutarono. I paesi arabi (che si erano tutti opposti al piano) proposero di interrogare la Corte internazionale di giustizia sulla competenza dell'Assemblea generale a spartire un paese contro la volontà della maggioranza dei suoi abitanti, ma furono nuovamente sconfitti.
Il Piano (PARTE I A., Clausola 3.) prevedeva che "gli Stati arabi ed ebrei indipendenti e il regime internazionale speciale per la città di Gerusalemme dovessero nascere in Palestina due mesi dopo l'evacuazione delle forze armate della potenza mandataria è stata ultimata ma comunque non oltre il 1° ottobre 1948...."

### Guerra del 1947-48: Conflitto tra gli Yushuv e gli Arabi Palestinesi
L'approvazione del piano scatenò gli attacchi compiuti da arabi irregolari contro la popolazione ebraica in Palestina. I combattimenti iniziarono quasi subito dopo l'approvazione della Risoluzione del 29 novembre 1947. Sparatorie, lapidazioni e disordini continuarono a ritmo serrato nei giorni successivi. I consolati di Polonia e Svezia, i cui governi avevano entrambi votato per la spartizione, furono attaccati. Sono state lanciate bombe nei caffè, bottiglie molotov sono state lanciate contro i negozi e una sinagoga è stata data alle fiamme. Uomini armati arabi hanno attaccato auto e camion ebrei, i cecchini a Giaffa hanno iniziato a sparare sui passanti a Tel Aviv e gli arabi di Giaffa hanno attaccato il vicino quartiere di Tel Aviv.
Con il progredire dell'evacuazione britannica dalla regione, la violenza è diventata più diffusa. Omicidi, rappresaglie e contro-rappresaglie si susseguirono rapidamente, provocando la morte di dozzine di vittime da entrambe le parti. Il massacro di Deir Yassin ebbe luogo il 9 aprile 1948, quando circa 120 combattenti dell'Irgun Zevai Leumi e dei gruppi paramilitari sionisti israeliani Stern Gang attaccarono Deir Yassin vicino a Gerusalemme, un villaggio arabo palestinese di circa 600 persone. L’impasse sanguinosa è continuata poiché nessuna forza è intervenuta per fermare i cicli crescenti di violenza. Durante i primi due mesi di guerra furono uccise circa 1000 persone e 2000 ferite. Alla fine di marzo il numero era salito a 2000 morti e 4000 feriti.
Il 14 maggio 1948, un giorno prima della scadenza del mandato britannico, Ben-Gurion dichiarò "la creazione di uno Stato ebraico in Eretz-Israel, conosciuto come Stato di Israele". La dichiarazione è stata dichiarata "in virtù del nostro diritto naturale e storico e in forza della risoluzione dell'Assemblea generale delle Nazioni Unite". La Dichiarazione affermava che lo Stato di Israele "assicurerà la completa uguaglianza dei diritti sociali e politici a tutti i suoi abitanti, senza distinzione di religione, razza o sesso; garantirà la libertà di religione, di coscienza, di lingua, di educazione e di cultura; tutelerà il Santo luoghi di tutte le religioni; e sarà fedele ai principi della Carta delle Nazioni Unite».

## Il Conflitto

### Guerra del 1948-49: Israele e gli Stati Arabi
La fine del mandato britannico sulla Palestina e la Dichiarazione di indipendenza israeliana scatenarono una guerra su vasta scala (guerra arabo-israeliana del 1948) che scoppiò dopo il 14 maggio 1948. Il 15-16 maggio, i quattro eserciti di Giordania, Siria, Egitto e Iraq invasero/intervennero in quella che era stata l'area del mandato britannico seguito non molto tempo dopo da unità provenienti dal Libano.
Nell'introduzione al cablogramma del segretario generale della Lega degli Stati arabi al segretario generale dell'ONU del 15 maggio 1948, la Lega araba motivava il suo "intervento": "In occasione dell'intervento degli Stati arabi in Palestina per ripristinare la legge e l’ordine e per impedire che i disordini prevalenti in Palestina si estendano nei loro territori e per controllare ulteriori spargimenti di sangue”. La clausola 10.(a) del Cablegram prevedeva:
"10. Ora che il mandato sulla Palestina è giunto al termine, senza lasciare dietro di sé alcuna autorità legalmente costituita per amministrare la legge e l'ordine nel paese e garantire la protezione necessaria e adeguata alla vita e alla proprietà, gli Stati arabi dichiarano quanto segue:
"(a) Il diritto di istituire un governo in Palestina spetta ai suoi abitanti secondo i principi di autodeterminazione riconosciuti dal Patto della Società delle Nazioni e dalla Carta delle Nazioni Unite".
Sebbene i comandanti arabi abbiano ordinato agli abitanti dei villaggi di evacuare per scopi militari in aree isolate, non ci sono prove che la leadership araba abbia fatto un appello generale all’evacuazione e di fatto la maggior parte abbia esortato i palestinesi a rimanere nelle loro case. Gli assalti dell'Haganah contro i principali centri abitati arabi come Jaffa e Haifa, così come le espulsioni effettuate da gruppi come l'Irgun e il Lehi come a Deir Yassin e Lydda, portarono all'esodo di ampie porzioni delle masse arabe. Anche fattori come la precedente fuga dell’élite palestinese e gli effetti psicologici delle atrocità ebraiche (storie propagate da entrambe le parti) hanno giocato un ruolo importante nella fuga dei palestinesi.
La guerra si è conclusa con una vittoria israeliana, che ha annesso il territorio oltre i confini della spartizione per un proposto stato ebraico e entro i confini di un proposto stato arabo palestinese. Giordania, Siria, Libano ed Egitto firmarono gli accordi di armistizio del 1949 con Israele. I restanti territori, la Striscia di Gaza e la Cisgiordania, furono occupati rispettivamente dall'Egitto e dalla Transgiordania. La Giordania annesse anche Gerusalemme Est mentre Israele amministrava Gerusalemme Ovest. Nel 1950, la Cisgiordania fu incorporata unilateralmente alla Giordania.

### Rifugiati
Tra 700000 e 750000 arabi palestinesi fuggirono o furono espulsi dall'area che divenne Israele e divennero quelli che oggi sono conosciuti come rifugiati palestinesi. Ai rifugiati palestinesi non fu permesso di ritornare in Israele e la maggior parte dei vicini stati arabi, ad eccezione della Transgiordania, negarono di concedere loro – o ai loro discendenti – la cittadinanza. Nel 1949, Israele si offrì di permettere il ritorno di alcuni membri delle famiglie che erano state separate durante la guerra, di sbloccare i conti dei rifugiati congelati nelle banche israeliane e di rimpatriare 100000 rifugiati. Gli stati arabi rifiutarono questo compromesso, almeno in parte perché non erano disposti a intraprendere alcuna azione che potesse essere interpretata come un riconoscimento di Israele. Ad oggi, la maggior parte di loro vive ancora in campi profughi e la questione di come risolvere la loro situazione rimane una delle questioni principali del conflitto israelo-palestinese.
A causa della guerra arabo-israeliana del 1948, circa 856000 ebrei fuggirono o furono espulsi dalle loro case nei paesi arabi e la maggior parte fu costretta ad abbandonare le proprie proprietà. Gli ebrei provenienti da Libia, Iraq, Yemen, Siria, Libano e Nord Africa se ne sono andati a causa dell'insicurezza fisica e politica, e la maggior parte è stata costretta ad abbandonare le proprie proprietà. 260,000 reached Israel in 1948–1951, 600,000 by 1972. 260000 raggiunsero Israele nel 1948-1951, 600000 nel 1972.
Mentre alla maggior parte della popolazione araba palestinese rimasta in Israele dopo la guerra fu concessa la cittadinanza israeliana, gli arabi israeliani furono soggetti alla legge marziale fino al 1966. Una serie di misure legali facilitò il trasferimento delle terre abbandonate dagli arabi alla proprietà statale. Nel 1966, le restrizioni di sicurezza imposte ai cittadini arabi di Israele furono completamente rimosse, il governo iniziò a smantellare la maggior parte delle leggi discriminatorie e ai cittadini arabi di Israele furono garantiti gli stessi diritti dei cittadini ebrei.
Dopo la guerra del 1948, alcuni dei rifugiati palestinesi che vivevano nei campi in Cisgiordania all'interno del territorio controllato dalla Giordania, della Striscia di Gaza, del territorio controllato dall'Egitto e della Siria tentarono di ritornare infiltrandosi nel territorio israeliano, e alcuni di quei palestinesi che erano rimasti in Israele furono dichiarati infiltrati da Israele e furono deportati. Ben-Gurion respinse categoricamente il ritorno dei profughi nella decisione del governo israeliano del giugno 1948, ribadita in una lettera all'ONU del 2 agosto 1949 contenente il testo di una dichiarazione fatta da Moshe Sharett il 1 agosto 1948 in cui l'atteggiamento di base del governo israeliano era che si dovesse cercare una soluzione, non attraverso il ritorno dei rifugiati in Israele, ma attraverso il reinsediamento della popolazione di rifugiati arabi palestinesi in altri stati.

### 1950-67: La Guerra Dei Sei Giorni
La violenza è continuata per quasi tutto il periodo dal 1950 al 1967. Compresi attacchi contro civili in Israele compiuti dall'esercito giordano, come l'attacco a fuoco degli archeologi di Ramat Rachel, attacchi di massa contro civili israeliani compiuti da militanti palestinesi allora solitamente chiamati fedayeen, includono l'attacco di Yehud, il massacro di Ma'ale Akrabim, l'attacco di Beit Oved, l'attacco a fuoco di Shafir, l'imboscata all'autobus di Eilat del 1956, gli omicidi di Ein Ofarim e l'imboscata sulla strada del deserto del Negev; i principali attacchi israeliani includono Beit Jalla, il massacro di Qibya, il raid di rappresaglia di Nahalin e i raid di rappresaglia di Rantis e Falameh. L'affare Lavon portò a una sfiducia più profonda nei confronti degli ebrei in Egitto, dalla cui comunità erano stati reclutati agenti chiave nell'operazione, e di conseguenza l'Egitto reagì contro la sua comunità ebraica. Dopo il raid israeliano contro un avamposto militare egiziano a Gaza nel febbraio 1955 uccisero 37 soldati egiziani e il governo egiziano iniziò a sponsorizzare, addestrare e armare attivamente i volontari palestinesi di Gaza come unità fedayn che commettevano incursioni in Israele.
Nel 1967, dopo anni di attacchi fedayn palestinesi provenienti dalla Striscia di Gaza, sostenuti dall’Egitto, l’espulsione egiziana dell’UNEF, l’ammasso di un numero crescente di truppe da parte dell’Egitto nella penisola del Sinai e molti altri gesti minacciosi da parte di altre nazioni arabe vicine, Israele lanciò un attacco preventivo contro l’Egitto. Lo sciopero e le operazioni che seguirono divennero note come la Guerra dei Sei Giorni. Alla fine della Guerra dei Sei Giorni, Israele aveva conquistato, tra gli altri territori, la Striscia di Gaza all’Egitto e la Cisgiordania alla Giordania (compresa Gerusalemme Est). Poco dopo che Israele prese il controllo su Gerusalemme, Israele affermò la sovranità sull’intera città di Gerusalemme e ai residenti palestinesi di Gerusalemme Est fu concesso lo status di residente permanente in Israele. Lo status della città come capitale di Israele e l'occupazione della Cisgiordania e della Striscia di Gaza hanno creato una nuova serie di questioni controverse nel conflitto. Ciò significava che Israele controllava l’intero precedente mandato britannico della Palestina che, secondo la Dichiarazione Balfour, avrebbe dovuto consentire uno stato ebraico all’interno dei suoi confini. Dopo la Guerra dei Sei Giorni, il Consiglio di Sicurezza delle Nazioni Unite ha emesso una risoluzione contenente una clausola in cui si affermava "la necessità... di raggiungere una giusta soluzione al problema dei rifugiati", riferendosi al problema dei rifugiati palestinesi.
Alla fine di agosto 1967, i leader arabi si incontrarono a Khartum in risposta alla guerra, per discutere la posizione araba nei confronti di Israele. Raggiunsero un consenso sul fatto che non dovrebbero esserci alcun riconoscimento, nessuna pace e nessun negoziato con lo Stato di Israele, i cosiddetti "tre no".
Dopo anni di attacchi da parte dei fedayn palestinesi, nel 1964 venne fondata l'Organizzazione per la Liberazione della Palestina (OLP). Il suo obiettivo era la liberazione della Palestina attraverso la lotta armata. La Carta originale dell'OLP affermava il desiderio di uno Stato palestinese stabilito entro tutti i confini del mandato britannico prima della guerra del 1948 (cioè gli attuali confini dello Stato di Israele) e affermava che è un "dovere nazionale... eliminare la presenza sionista dalla Palestina." Richiedeva anche il diritto al ritorno e all'autodeterminazione per i palestinesi.

### 1967-93
La sconfitta dei paesi arabi nella Guerra dei Sei Giorni spinse i gruppi politici e militanti palestinesi fratturati ad abbandonare ogni residua speranza che avevano riposto nel panarabismo. Nel luglio 1968 attori armati e non statali come Fatah e il Fronte popolare per la liberazione della Palestina ottennero la maggioranza dei voti del Consiglio nazionale palestinese, e il 3 febbraio 1969, al Consiglio nazionale palestinese al Cairo, il leader del Fatah, Yasser Arafat è stato eletto presidente dell'OLP. Fin dall’inizio l’organizzazione ha utilizzato la violenza armata contro obiettivi civili e militari nel conflitto con Israele. L’OLP cercò di impadronirsi della popolazione della Cisgiordania, ma le Forze di Difesa Israeliane (IDF) la deportarono in Giordania, dove iniziarono ad agire contro il dominio giordano (i palestinesi in Giordania costituivano circa il 70% della popolazione totale, che per lo più era composto da profughi) e da lì ha attaccato numerose volte Israele, avvalendosi dell’infiltrazione di terroristi e del lancio di razzi Katyusha. Ciò ha portato a ritorsioni da parte di Israele.
Alla fine degli anni ’60, le tensioni tra i palestinesi e il governo giordano aumentarono notevolmente. Nel settembre del 1970 si svolse una sanguinosa lotta militare tra la Giordania e le organizzazioni armate palestinesi. Il re Hussein di Giordania riuscì a sedare la rivolta palestinese. Durante il conflitto armato furono uccise migliaia di persone, la stragrande maggioranza delle quali erano palestinesi. I combattimenti continuarono fino al luglio 1971 con l'espulsione dell'OLP verso il Libano. Un gran numero di palestinesi sono immigrati in Libano dopo Settembre Nero e si sono uniti alle decine di migliaia di rifugiati palestinesi già presenti. Il centro dell’attività dell’OLP si spostò poi in Libano, dove stabilirono basi per organizzare attacchi contro Israele e lanciare una campagna terroristica internazionale, mirata in gran parte al sequestro di aerei. L’accordo del Cairo del 1969 conferì ai palestinesi l’autonomia nel sud del paese, aumentando il controllo palestinese dell’area. L'area controllata dall'OLP divenne nota alla stampa internazionale e alla gente locale come "Fatahland", il che creò tensioni con i libanesi locali e contribuì alla guerra civile libanese del 1975-1990.
L'OLP ha approfittato del suo controllo sul Libano meridionale per lanciare attacchi con razzi Katyusha contro i villaggi della Galilea e per eseguire attacchi terroristici al confine settentrionale. All'inizio degli anni '70 le organizzazioni terroristiche palestinesi, guidate dall'OLP e dal Fronte popolare per la liberazione della Palestina, intrapresero una campagna terroristica internazionale contro gli israeliani, principalmente in Europa. Nel tentativo di pubblicizzare la causa palestinese, gruppi di guerriglia palestinese frustrati in Libano hanno attaccato “obiettivi” civili israeliani come scuole, autobus e condomini, con attacchi occasionali all’estero – ad esempio, alle ambasciate o agli aeroporti – e con il dirottamento di aerei di linea. Il picco dell’ondata di terrorismo palestinese contro gli israeliani si verificò nel 1972 e prese forma in diversi atti di terrorismo, in particolare il dirottamento del volo Sabena 572, il massacro dell’aeroporto di Lod e il massacro di Monaco.
Il 15 marzo 1972 il re Hussein di Giordania svelò il suo piano per un "Regno arabo unito", che sarebbe stato una federazione composta dal Regno hascemita di Giordania e da un distretto federale in Cisgiordania, precedentemente sotto il controllo della Giordania. Secondo la proposta di re Hussein ogni stato avrebbe un proprio parlamento e sarebbe unito sotto un unico monarca. Saddam Hussein ha condizionato l'istituzione dell'UAK a un trattato tra Giordania e Israele in cui Israele avrebbe concesso il controllo di Gerusalemme Est alla federazione giordano-palestinese in modo che diventasse la capitale del distretto federale arabo palestinese. Il piano fu infine escluso dopo che l'OLP e altri stati arabi si opposero fermamente al piano e dopo che Israele rifiutò l'idea di trasferire il controllo di Gerusalemme Est a una tale federazione.
Il 1972 vide anche un crescente coinvolgimento sovietico. Il disertore Ion Mihai Pacepa ha affermato che il KGB e la Securitate hanno organizzato corsi di formazione sui bombardamenti segreti e sul dirottamento aereo per l'OLP e hanno pubblicato propaganda (come I Protocolli dei Savi di Sion) in lingua araba per alimentare ulteriormente il conflitto.
Il massacro di Monaco fu perpetrato durante le Olimpiadi estive del 1972 a Monaco. 11 membri della squadra israeliana sono stati presi in ostaggio da terroristi palestinesi. Un fallito tentativo di salvataggio tedesco ha portato alla morte di tutti gli 11 atleti e allenatori israeliani. Cinque dei terroristi furono uccisi e tre sopravvissero illesi. I tre palestinesi sopravvissuti furono rilasciati senza accusa dalle autorità tedesche un mese dopo. Il governo israeliano rispose con una campagna di omicidi contro gli organizzatori e con un raid nel quartier generale dell'OLP in Libano. Altri eventi degni di nota includono il dirottamento di diversi aerei di linea civili, l'attacco al Savoy Hotel, il frigorifero esplosivo di Zion Square e il massacro di Coastal Road. Durante gli anni '70 e l'inizio degli anni '80, Israele subì attacchi dalle basi dell'OLP in Libano, come il massacro dello scuolabus Avivim nel 1970 e il massacro di Ma'alot nel 1974 in cui i palestinesi attaccarono una scuola a Ma'alot uccidendo ventidue bambini.
Nel 1973 gli eserciti siriano ed egiziano lanciarono la guerra dello Yom Kippur, un attacco a sorpresa ben pianificato contro Israele. Gli egiziani e i siriani avanzarono durante le prime 24-48 ore, dopodiché lo slancio cominciò a oscillare a favore di Israele. Alla fine fu firmato un accordo di disimpegno delle forze tra le parti ed entrò in vigore un cessate il fuoco che pose fine alla guerra. La guerra dello Yom Kippur aprì la strada agli accordi di Camp David del 1978, che costituirono un precedente per i futuri negoziati di pace.
Nel 1974 l'OLP adottò il Programma in dieci punti, che prevedeva l'istituzione di un'autorità nazionale "su ogni parte del territorio palestinese che viene liberata" con l'obiettivo di "completare la liberazione di tutto il territorio palestinese". Il programma implicava che la liberazione della Palestina potesse essere parziale (almeno ad un certo punto) e, sebbene enfatizzasse la lotta armata, non escludeva altri mezzi. Ciò ha permesso all’OLP di impegnarsi in canali diplomatici e ha fornito la convalida dei futuri compromessi fatti dalla leadership palestinese.
A metà degli anni '70 furono fatti molti tentativi da parte del movimento Gush Emunim per stabilire avamposti o reinsediare aree ex ebraiche in Cisgiordania e Striscia di Gaza. Inizialmente il governo israeliano ha sciolto con la forza questi insediamenti. Tuttavia, in assenza di colloqui di pace per determinare il futuro di questi e di altri territori occupati, Israele ha cessato di applicare il divieto originario di insediamento, che ha portato alla fondazione dei primi insediamenti in queste regioni.
Nel luglio 1976, un aereo dell'Air France che trasportava 260 persone fu dirottato da terroristi palestinesi e tedeschi e volò in Uganda. Lì, i tedeschi separarono i passeggeri ebrei da quelli non ebrei, liberando i non ebrei. I dirottatori minacciarono di uccidere i restanti circa 100 passeggeri ebrei (e l'equipaggio francese che si era rifiutato di partire). Israele ha risposto con un'operazione di salvataggio in cui sono stati liberati gli ebrei rapiti.
L’ascesa del partito Likud al governo nel 1977 portò alla creazione di un gran numero di insediamenti israeliani in Cisgiordania.
L’11 marzo 1978, una forza di quasi una dozzina di terroristi palestinesi armati sbarcarono con le loro barche vicino a un’importante strada costiera in Israele. Lì dirottarono un autobus e spararono all'interno e contro i veicoli in transito, uccidendo trentasette civili. In risposta, l'IDF lanciò l'operazione Litani tre giorni dopo, con l'obiettivo di prendere il controllo del Libano meridionale fino al fiume Litani. L'IDF raggiunse questo obiettivo e l'OLP si ritirò a nord, a Beirut. Dopo che Israele si è ritirato dal Libano, le forze di Fatah hanno ripreso a lanciare razzi nella regione israeliana della Galilea. Negli anni successivi all'operazione Litani furono compiuti numerosi sforzi diplomatici per cercare di porre fine alla guerra al confine israelo-libanese, compreso l'impegno di Philip Habib, l'emissario di Ronald Reagan che nell'estate del 1981 riuscì a organizzare una cessazione duratura della guerra. incendio tra Israele e l'OLP durato circa un anno.
Israele pose fine al cessate il fuoco dopo il tentativo di omicidio dell'ambasciatore israeliano in Gran Bretagna, Shlomo Argov, a metà del 1982 (perpetrato dall'organizzazione di Abu Nidal che fu ostracizzata dall'OLP). Ciò portò Israele a invadere il Libano nella guerra del Libano del 1982 il 6 giugno 1982 con l'obiettivo di proteggere il nord di Israele dagli attacchi terroristici. L’IDF invase il Libano e occupò persino Beirut. Per porre fine all’assedio, i governi statunitense ed europeo mediarono un accordo che garantisse un passaggio sicuro ad Arafat e Fatah – sorvegliati da una forza multinazionale – verso l’esilio a Tunisi. Durante la guerra, le milizie falangiste arabo-cristiane alleate di Israele eseguirono il sanguinoso massacro di Sabra e Shatila in cui 700-3500 palestinesi disarmati furono uccisi dalle milizie falangiste mentre le truppe israeliane circondavano i campi con carri armati e posti di blocco, monitorando entrate e uscite. Per il suo coinvolgimento nella guerra libanese e la sua responsabilità indiretta nel massacro di Sabra e Shatila, Israele è stato pesantemente criticato, anche dall’interno. Una commissione d'inchiesta israeliana ha scoperto che il personale militare israeliano, tra cui il ministro della Difesa e futuro primo ministro Ariel Sharon, si era accorto più volte che un massacro era in corso senza prendere misure serie per fermarlo, portando alle sue dimissioni da ministro della Difesa israeliano. Nel giugno 1985, Israele ritirò la maggior parte delle sue truppe dal Libano, lasciando una forza israeliana residua e una milizia sostenuta da Israele nel Libano meridionale come "zona di sicurezza" e cuscinetto contro gli attacchi sul suo territorio settentrionale.
Nel frattempo, l’OLP guidava un fronte diplomatico internazionale contro Israele a Tunisi. In seguito all'ondata di attacchi terroristici, incluso l'omicidio della MS Achille Lauro nell'ottobre 1985, Israele bombardò il comando dell'OLP a Tunisi durante l'operazione Wooden Leg.
Secondo le informazioni ottenute dal Dipartimento di Difesa israeliano, Israele ha revocato lo status di residenza a più di 100000 residenti nella Striscia di Gaza e a circa 140000 residenti in Cisgiordania durante i 27 anni trascorsi dall'occupazione israeliana della Cisgiordania e della Striscia di Gaza nel 1967 e l'istituzione dell'Autorità Palestinese nel 1994. Lavorando in segreto, il governo israeliano ha revocato lo status di residenza dei palestinesi che hanno studiato o vissuto all’estero per più di un periodo di tempo e le revoche hanno impedito a quasi un quarto di milione di palestinesi e ai loro discendenti di tornare in Israele/Palestina. Israele sta ora impiegando una procedura simile di revoca del diritto di residenza per i residenti palestinesi di Gerusalemme Est.
La prima Intifada (rivolta) palestinese scoppiò nel dicembre 1987 e durò fino alla Conferenza di Madrid del 1991, nonostante i tentativi israeliani di reprimerla. Si trattò di una rivolta parzialmente spontanea, ma nel gennaio 1988 era già sotto la direzione del quartier generale dell'OLP a Tunisi, che portava avanti attacchi terroristici contro i civili israeliani. Le rivolte si sono intensificate quotidianamente in tutti i territori e sono state particolarmente gravi nella Striscia di Gaza. L'Intifada era famosa per le manifestazioni di lancio di pietre da parte dei giovani contro le forze di difesa israeliane pesantemente armate. Nel corso della Prima Intifada furono uccisi un totale di 1551 palestinesi e 422 israeliani. Nel 1987, Ahmed Yassin co-fondò Hamas con Abdel Aziz al-Rantissi. Da allora Hamas è coinvolta in quella che definisce “resistenza armata” contro Israele, che comprende principalmente atti terroristici contro la popolazione civile israeliana.
Il 15 novembre 1988, un anno dopo lo scoppio della prima Intifada, l'OLP dichiarava la fondazione dello Stato palestinese ad Algeri, Algeria. Il proclamato “Stato di Palestina” non è e non è mai stato effettivamente uno Stato indipendente, poiché non ha mai avuto sovranità su alcun territorio nella storia. Si ritiene generalmente che la dichiarazione abbia riconosciuto Israele entro i suoi confini precedenti al 1967 e il suo diritto di esistere. In seguito a questa dichiarazione, gli Stati Uniti e molti altri paesi riconobbero l'OLP.
Durante la Guerra del Golfo del 1990-91, Arafat sostenne l'invasione del Kuwait da parte di Saddam Hussein e si oppose all'attacco della coalizione guidata dagli Stati Uniti all'Iraq. Dopo la Guerra del Golfo, le autorità kuwaitiane esercitarono pressioni con la forza su quasi 200000 palestinesi affinché lasciassero il Kuwait. La politica che in parte portò a questo esodo fu una risposta all’allineamento del leader dell’OLP Yasser Arafat con Saddam Hussein. La decisione di Arafat ruppe anche le relazioni con l'Egitto e con molti degli stati arabi produttori di petrolio che sostenevano la coalizione guidata dagli Stati Uniti. Molti negli Stati Uniti usarono la posizione di Arafat come motivo per ignorare le sue pretese di essere un partner per la pace. Dopo la fine delle ostilità, molti stati arabi che sostenevano la coalizione tagliarono i fondi all’OLP, portando l’OLP sull’orlo della crisi.
All’indomani della Guerra del Golfo del 1991, la vittoria della coalizione nella Guerra del Golfo ha aperto una nuova opportunità per far avanzare il processo di pace. Gli Stati Uniti lanciarono un’iniziativa diplomatica in cooperazione con la Russia che portò alla conferenza di pace di Madrid dell’ottobre 1991. La conferenza è stata ospitata dal governo spagnolo e co-sponsorizzata da Stati Uniti e Unione Sovietica. La conferenza di pace di Madrid è stata un primo tentativo da parte della comunità internazionale di avviare un processo di pace attraverso negoziati che coinvolgano Israele e palestinesi, nonché paesi arabi tra cui Siria, Libano e Giordania. La squadra palestinese, a causa delle obiezioni israeliane, inizialmente faceva formalmente parte di una delegazione congiunta palestinese-giordana ed era composta da palestinesi della Cisgiordania e di Gaza senza associazioni aperte dell'OLP.

### 1993-2000: Processo di pace di Oslo
Nel gennaio 1993, i negoziatori di Israele e dell’Organizzazione per la Liberazione della Palestina (OLP) iniziarono negoziati segreti a Oslo, in Norvegia. Il 9 settembre 1993, Yasser Arafat inviò una lettera al primo ministro israeliano Yitzhak Rabin, affermando che l'OLP riconosceva ufficialmente il diritto di Israele all'esistenza e rinunciava ufficialmente al terrorismo. Il 13 settembre Arafat e Rabin firmarono una Dichiarazione di principi a Washington, D.C., sulla base dei negoziati tra gruppi israeliani e palestinesi a Oslo, in Norvegia. La dichiarazione ha rappresentato un importante passo avanti concettuale ottenuto al di fuori del quadro di Madrid, che ha specificamente escluso i leader dell’OLP residenti all’estero dal processo negoziale. Successivamente iniziò un lungo processo di negoziazione noto come "processo di pace di Oslo". Una delle caratteristiche principali del processo di pace di Oslo è stata la creazione di un'autorità governativa autonoma, l'Autorità Palestinese e le istituzioni governative ad essa associate, per amministrare le comunità palestinesi nella Striscia di Gaza e in Cisgiordania.
Nel febbraio 1994, Baruch Goldstein, un seguace del partito Kach, uccise 29 palestinesi e ne ferì 125 nella Grotta dei Patriarchi a Hebron, che divenne nota come il massacro della Grotta dei Patriarchi. In un atto di vendetta per il massacro, nell'aprile 1994, Hamas lanciò attacchi suicidi contro la popolazione civile israeliana in molte località di Israele, e da allora è diventato uno dei metodi abituali utilizzati da Hamas per attaccare Israele.
Il 28 settembre 1995, il primo ministro Yitzhak Rabin e il presidente dell’OLP Yasser Arafat firmarono a Washington un accordo provvisorio sulla Cisgiordania e sulla Striscia di Gaza. L'accordo ha segnato la conclusione della prima fase dei negoziati tra Israele e l'OLP. L’accordo ha permesso alla leadership dell’OLP di trasferirsi nei territori occupati e ha concesso l’autonomia ai palestinesi con colloqui da seguire riguardo allo status finale. In cambio, i palestinesi hanno riconosciuto il diritto di Israele ad esistere e hanno promesso di astenersi dall'uso del terrorismo.
Le tensioni in Israele, derivanti dalla continuazione del terrorismo e dalla rabbia per la perdita di territorio, portarono all'assassinio di Rabin da parte di Yigal Amir, un estremista ebreo di destra, il 4 novembre 1995. Dopo l'assassinio di Rabin, il posto del primo ministro israeliano è stato riempito da Shimon Peres. Peres ha continuato la politica di Rabin a sostegno del processo di pace.
Nel 1996, i crescenti dubbi israeliani sul processo di pace portarono Benjamin Netanyahu del partito Likud a vincere le elezioni, soprattutto grazie alla sua promessa di usare una linea più rigida nei negoziati con l’Autorità Palestinese. Netanyahu ha sollevato molte domande su molte premesse centrali del processo di Oslo. Uno dei suoi punti principali era il disaccordo con la premessa di Oslo secondo cui i negoziati dovrebbero procedere per fasi, il che significa che dovrebbero essere fatte delle concessioni ai palestinesi prima che venga raggiunta qualsiasi soluzione su questioni importanti, come lo status di Gerusalemme e la modifica del Consiglio nazionale palestinese. Carta. I sostenitori di Oslo avevano affermato che l’approccio in più fasi avrebbe rafforzato la buona volontà tra i palestinesi e li avrebbe spinti a cercare la riconciliazione quando queste importanti questioni fossero state sollevate nelle fasi successive. Netanyahu ha affermato che queste concessioni hanno solo incoraggiato gli elementi estremisti, senza ricevere in cambio alcun gesto tangibile. Ha chiesto gesti tangibili di buona volontà palestinese in cambio di concessioni israeliane.
Nel gennaio 1996, Israele assassinò il principale fabbricante di bombe di Hamas, Yahya Ayyash. In reazione a ciò, Hamas ha effettuato un’ondata di attacchi suicidi in Israele. A seguito di questi attacchi, l’Autorità Palestinese ha iniziato ad agire contro Hamas e a reprimerne l’attività.
Nel gennaio 1997, Netanyahu firmò il protocollo di Hebron con l’Autorità Palestinese, che portò al ridispiegamento delle forze israeliane a Hebron e al passaggio delle autorità civili in gran parte dell’area all’Autorità Palestinese.
Nel 1997, dopo due attentati suicidi mortali compiuti da Hamas a Gerusalemme, agenti segreti israeliani furono inviati in Giordania per eliminare il capo politico del dipartimento di Hamas, Khaled Mashal, utilizzando uno speciale veleno. L'operazione fallì e gli agenti segreti furono catturati. In cambio del loro rilascio, Israele ha inviato la medicina che gli ha salvato la vita e ha liberato una dozzina di prigionieri palestinesi, tra cui lo sceicco Ahmad Yassin. Questo rilascio e l'aumento delle forze di sicurezza dell'Autorità Palestinese portarono ad un cessate il fuoco negli attacchi suicidi fino allo scoppio della Seconda Intifada.
La mancanza di progressi nel processo di pace ha portato a nuovi negoziati, che hanno prodotto il Memorandum di Wye River, che descriveva in dettaglio le misure che il governo israeliano e l’Autorità Palestinese dovevano intraprendere per attuare il precedente accordo ad interim del 1995. È stato firmato dal Primo Ministro israeliano Benjamin Netanyahu e il presidente dell'OLP Yasser Arafat, e il 17 novembre 1998, i 120 membri del parlamento israeliano, la Knesset, approvarono il Memorandum di Wye River con un voto di 75-19.
Nel 1999 Ehud Barak fu eletto primo ministro. Barak continuò la politica di Rabin a sostegno del processo di pace. Nel 2000, 18 anni dopo che Israele occupò il Libano meridionale nella guerra del Libano del 1982, l'occupazione finì quando Israele ritirò unilateralmente le sue forze rimanenti dalla "zona di sicurezza" nel Libano meridionale.
Mentre la violenza aumentava e con poche speranze per la diplomazia, nel luglio 2000 si tenne il vertice di Camp David 2000, che mirava a raggiungere un accordo sullo "status finale". Il vertice è crollato dopo che Yasser Arafat non ha accettato una proposta avanzata dai negoziatori americani e israeliani. Barak era pronto ad offrire l’intera Striscia di Gaza, una capitale palestinese in una parte di Gerusalemme Est, il 73% della Cisgiordania (esclusa Gerusalemme Est) che salirebbe al 90-94% dopo 10-25 anni, e risarcimenti finanziari per i rifugiati palestinesi per pace. Arafat rifiutò l'offerta senza fare una controproposta.

### 2000-2005: La Seconda Intifada
Dopo il fallimento del vertice di Camp David del 2000, che avrebbe dovuto raggiungere un accordo finale sul processo di pace israelo-palestinese nel luglio 2000, scoppiò la Seconda Intifada, una grande rivolta palestinese contro Israele. Gli scoppi di violenza iniziarono nel settembre 2000, dopo che Ariel Sharon, allora leader dell'opposizione israeliana, fece una visita provocatoria al complesso di Al-Aqsa sul Monte del Tempio a Gerusalemme.
Dopo il crollo del governo Barak, Ariel Sharon fu eletto Primo Ministro il 6 febbraio 2001. Sharon invitò il Partito laburista israeliano nella coalizione per sostenere il piano di disimpegno. A causa del deterioramento della situazione politica, ha rifiutato di continuare i negoziati con l'Autorità Palestinese al vertice di Taba, o sotto qualsiasi aspetto degli Accordi di Oslo.
Al vertice di Beirut del 2002, la Lega Araba propose un piano politico alternativo volto a porre fine al conflitto israelo-palestinese. Successivamente la proposta venne formulata come un piano politico ampiamente accettato da tutti gli stati arabi e dalla Lega Araba. Come parte di questo piano, tutti gli stati arabi normalizzerebbero le loro relazioni con Israele e porrebbero fine al conflitto arabo-israeliano in cambio del completo ritiro israeliano dalle alture di Golan, dalla Striscia di Gaza e dalla Cisgiordania (compresa Gerusalemme Est). Inoltre, il piano richiedeva che Israele consentisse la creazione di uno stato palestinese indipendente e quella che il piano descrive come una "soluzione giusta" per i rifugiati palestinesi in conformità con la risoluzione 194 dell'Assemblea generale delle Nazioni Unite. Israele ha rifiutato la formulazione dell'iniziativa, ma portavoce ufficiali hanno espresso soddisfazione per un'iniziativa araba per la pace e la normalizzazione di Israele nella regione.
Dopo un periodo di relativa moderazione da parte di Israele, dopo il letale attacco suicida al Park Hotel di Netanya avvenuto il 27 marzo 2002, in cui furono assassinati 30 ebrei, Sharon ordinò l'Operazione Scudo Difensivo, un'operazione militare su larga scala effettuato dalle forze di difesa israeliane tra il 29 marzo e il 10 maggio 2002 nelle città palestinesi della Cisgiordania. L'operazione ha contribuito in modo significativo alla riduzione degli attacchi terroristici palestinesi in Israele.
Nell’ambito degli sforzi per combattere il terrorismo palestinese, nel giugno 2002, Israele ha iniziato la costruzione della barriera in Cisgiordania. Dopo l'innalzamento della barriera, gli attentati suicidi palestinesi e altri attacchi in tutto Israele sono diminuiti del 90%. Tuttavia, questa barriera divenne una delle principali questioni di contesa tra le due parti poiché l'85% del muro si trova all'interno del territorio palestinese secondo la Linea Verde del 1948.
A seguito della grave situazione economica e di sicurezza in Israele, il partito Likud guidato da Ariel Sharon ha vinto le elezioni israeliane nel gennaio 2003 con una vittoria schiacciante. Le elezioni hanno portato ad una tregua temporanea tra Israele e palestinesi e al vertice di Aquba del maggio 2003 in cui Sharon ha approvato la Road map per la pace avanzata da Stati Uniti, Unione Europea e Russia, che ha aperto un dialogo con Mahmoud Abbas. , e ha annunciato il suo impegno per la creazione di uno Stato palestinese in futuro. In seguito all'approvazione della Road Map, è stato istituito il Quartetto sul Medio Oriente, composto da rappresentanti di Stati Uniti, Russia, UE e ONU come organismo intermediario del conflitto israelo-palestinese.
Il 19 marzo 2003 Arafat nominò Primo Ministro Mahmoud Abbas. Il resto del mandato di Abbas come primo ministro ha continuato a essere caratterizzato da numerosi conflitti tra lui e Arafat sulla distribuzione del potere tra i due. Gli Stati Uniti e Israele accusarono Arafat di indebolire costantemente Abbas e il suo governo. La continua violenza e le "uccisioni mirate" israeliane di noti terroristi hanno costretto Abbas a impegnarsi in una repressione per sostenere la posizione dell'Autorità Palestinese nella Road map per la pace. Ciò portò a una lotta di potere con Arafat per il controllo dei servizi di sicurezza palestinesi; Arafat ha rifiutato di cedere il controllo ad Abbas, impedendogli così di usarli in una repressione contro i militanti. Abbas si dimise dalla carica di Primo Ministro nell'ottobre 2003, citando la mancanza di sostegno da parte di Israele e degli Stati Uniti nonché "incitamento interno" contro il suo governo.
Alla fine del 2003, Sharon ha intrapreso un percorso di ritiro unilaterale dalla Striscia di Gaza, pur mantenendo il controllo della sua costa e dello spazio aereo. Il piano di Sharon è stato accolto favorevolmente sia dall'Autorità Palestinese che dall'ala sinistra israeliana come un passo verso una soluzione di pace definitiva. Tuttavia, è stato accolto con opposizione da parte del suo stesso partito, il Likud, e di altri israeliani di destra, per motivi di sicurezza nazionale, militare e religiosa. Nel gennaio 2005, Sharon formò un governo di unità nazionale che comprendeva rappresentanti del Likud, dei laburisti, di Meimad e Degel HaTorah come sostenitori "fuori governo" senza alcun seggio nel governo (i partiti del giudaismo della Torah Unita di solito rifiutano di avere uffici ministeriali come un politica). Tra il 16 e il 30 agosto 2005, Sharon espulse in modo controverso 9480 coloni ebrei da 21 insediamenti a Gaza e da quattro insediamenti nel nord della Cisgiordania. Il piano di disimpegno è stato attuato nel settembre 2005. In seguito al ritiro, la città israeliana di Sderot e altre comunità israeliane vicino alla Striscia di Gaza sono state soggette a continui bombardamenti e attacchi di mortaio da Gaza con solo una risposta israeliana minima.

### 2005-2019
Dopo la morte nel novembre 2004 di Yasser Arafat, leader di lunga data del partito Fatah dell'OLP, presidente dell'Autorità Palestinese, il membro di Fatah Mahmoud Abbas è stato eletto presidente dell'Autorità Nazionale Palestinese nel gennaio 2005.
Nelle elezioni legislative palestinesi del 2006, Hamas ottenne la maggioranza nel Consiglio legislativo palestinese, spingendo gli Stati Uniti e molti paesi europei a tagliare tutti i fondi a Hamas e all’Autorità Palestinese, insistendo sul fatto che Hamas dovesse riconoscere Israele, rinunciare alla violenza e accettare i precedenti patti di pace. Israele ha rifiutato di negoziare con Hamas, dal momento che Hamas non ha mai rinunciato a negare il diritto di Israele ad esistere. I paesi dell'UE e gli Stati Uniti hanno minacciato un boicottaggio economico se Hamas non riconoscerà l'esistenza di Israele, non rinuncerà al terrorismo e non sosterrà gli accordi di pace firmati in passato tra l'OLP e Israele. I funzionari di Hamas hanno dichiarato apertamente che l'organizzazione non riconosce il diritto di Israele all'esistenza, anche se l'organizzazione ha espresso disponibilità a mantenere una tregua a lungo termine. Hamas è considerata da Israele e da altri dieci paesi un'organizzazione terroristica e pertanto non autorizzata a partecipare ai negoziati formali di pace.
Nel giugno 2006, durante un'operazione ben pianificata, Hamas riuscì ad attraversare il confine da Gaza, attaccare un carro armato israeliano, uccidere due soldati dell'IDF e rapire il soldato israeliano ferito Gilad Shalit nella Striscia di Gaza. In seguito all'incidente e in risposta ai numerosi lanci di razzi da parte di Hamas dalla Striscia di Gaza nel sud di Israele, sono scoppiati combattimenti tra Hamas e Israele nella Striscia di Gaza.
Nell’estate del 2007 scoppiò un conflitto tra Fatah e Hamas, che alla fine portò Hamas a prendere il controllo della Striscia di Gaza, che di fatto divise in due l’Autorità Palestinese. Varie forze affiliate a Fatah hanno combattuto contro Hamas in numerosi scontri a fuoco. La maggior parte dei leader di Fatah fuggì in Egitto e in Cisgiordania, mentre alcuni furono catturati e uccisi. Fatah ha mantenuto il controllo della Cisgiordania e il presidente Abbas ha formato una nuova coalizione di governo, che secondo alcuni critici di Fatah sovverte la Costituzione palestinese ed esclude il governo di maggioranza di Hamas.
Nel novembre 2007 si è tenuta la Conferenza di Annapolis. La conferenza ha segnato la prima volta in cui è stata articolata una soluzione a due Stati come schema concordato di comune accordo per affrontare il conflitto israelo-palestinese. La conferenza si è conclusa con il rilascio di una dichiarazione congiunta di tutte le parti.
Una fragile tregua di sei mesi tra Hamas e Israele è scaduta il 19 dicembre 2008. Hamas e Israele non sono riusciti a trovare un accordo sulle condizioni per estendere la tregua. Hamas ha incolpato Israele per non aver revocato il blocco della Striscia di Gaza e per un raid israeliano su un presunto tunnel, che attraversava il confine con la Striscia di Gaza da Israele il 4 novembre, che secondo lui costituiva una grave violazione della tregua. Israele accusa Hamas di aver violato la tregua citando i frequenti attacchi con razzi e mortai contro le città israeliane.
L'operazione israeliana è iniziata con un intenso bombardamento della Striscia di Gaza, prendendo di mira le basi di Hamas, i campi di addestramento della polizia, i quartier generali e gli uffici della polizia. Sono state attaccate anche infrastrutture civili, tra cui moschee, case, strutture mediche e scuole. Israele ha affermato che molti di questi edifici venivano utilizzati dai combattenti e come depositi di armi e razzi. Hamas ha intensificato i suoi attacchi con razzi e mortai contro obiettivi in Israele durante tutto il conflitto, colpendo città precedentemente non prese di mira come Beersheba e Ashdod. Il 3 gennaio 2009 è iniziata l'invasione di terra israeliana. L'operazione ha provocato la morte di oltre 1300 palestinesi. L'IDF ha pubblicato un rapporto in cui si afferma che la stragrande maggioranza dei morti erano militanti di Hamas. Il Centro Palestinese per i Diritti Umani ha riferito che 926 dei 1417 morti erano civili e non combattenti.
Dal 2009 in poi, l’amministrazione Obama ha ripetutamente esercitato pressioni sul governo israeliano guidato dal primo ministro Benjamin Netanyahu affinché congelasse la crescita degli insediamenti israeliani in Cisgiordania e riaccendesse il processo di pace tra Israele e il popolo palestinese. Durante il discorso del presidente Obama al Cairo del 4 giugno 2009, in cui Obama si è rivolto al mondo musulmano, Obama ha affermato, tra le altre cose, che "Gli Stati Uniti non accettano la legittimità del mantenimento degli insediamenti israeliani". "Questa costruzione viola gli accordi precedenti e mina gli sforzi per raggiungere la pace. È tempo che questi insediamenti finiscano". Dopo il discorso di Obama al Cairo, Netanyahu ha immediatamente convocato una riunione straordinaria del governo. Il 14 giugno, dieci giorni dopo il discorso di Obama al Cairo, Netanyahu ha tenuto un discorso all'Università Bar-Ilan in cui ha appoggiato, per la prima volta, uno "Stato palestinese demilitarizzato", dopo aver rifiutato per due mesi di impegnarsi per qualcosa di diverso da uno Stato palestinese demilitarizzato. -autonomia decisionale al momento dell'assunzione dell'incarico. Il discorso è stato ampiamente visto come una risposta al discorso di Obama. Netanyahu ha dichiarato che accetterebbe uno Stato palestinese se Gerusalemme dovesse rimanere la capitale unita di Israele, i palestinesi non avessero un esercito e i palestinesi rinunciassero alla loro richiesta di diritto al ritorno. Ha anche rivendicato il diritto ad una “crescita naturale” degli insediamenti ebraici esistenti in Cisgiordania mentre il loro status permanente dipende da ulteriori negoziati. In generale, il discorso ha rappresentato una svolta completa per le sue posizioni precedentemente aggressive contro il processo di pace israelo-palestinese. L'apertura è stata rapidamente respinta dai leader palestinesi, come il portavoce di Hamas Sami Abu Zuhri, che ha definito il discorso "razzista".
Il 25 novembre 2009, Israele ha imposto un congelamento delle costruzioni per 10 mesi su tutti i suoi insediamenti in Cisgiordania. La decisione di Israele è stata ampiamente considerata dovuta alle pressioni dell'amministrazione Obama, che ha esortato le parti a cogliere l'opportunità di riprendere i colloqui. Nel suo annuncio Netanyahu ha definito l'iniziativa "un passo doloroso che incoraggerà il processo di pace" e ha esortato i palestinesi a rispondere. Il 2 settembre gli Stati Uniti hanno avviato a Washington i negoziati diretti tra Israele e l’Autorità Palestinese.
Nel settembre 2011 l'Autorità Palestinese ha condotto una campagna diplomatica volta a ottenere il riconoscimento dello Stato di Palestina entro i confini del 1967, con Gerusalemme Est come capitale, da parte della 66ª sessione dell'Assemblea Generale delle Nazioni Unite. Il 23 settembre il presidente Mahmoud Abbas ha presentato al segretario generale Ban Ki-moon la richiesta di riconoscere lo Stato di Palestina come 194esimo membro dell'ONU. Il Consiglio di Sicurezza deve ancora votare a riguardo. La decisione è stata etichettata dal governo israeliano come un passo unilaterale.

Il 29 novembre 2012 l'Assemblea Generale delle Nazioni Unite approva una mozione che concede alla Palestina Stato osservatore non membro. I risultati della votazione sono stati:
Favorevoli
Contrari
Astenuti
Assenti
Non iscritti

Nel 2012, l’Autorità Palestinese ha presentato domanda di ammissione come Stato non membro delle Nazioni Unite, cosa che richiede solo un voto a maggioranza da parte dell’Assemblea Generale delle Nazioni Unite. Anche Hamas ha appoggiato la mozione. Il progetto di risoluzione è stato approvato il 29 novembre 2012 con 138 voti favorevoli, 9 contrari e 41 astensioni. Indipendentemente dal riconoscimento da parte delle Nazioni Unite, al momento in cui scrivo non esiste uno Stato palestinese se non a livello simbolico. Israele ha indicato che un vero Stato palestinese nel mondo reale può nascere solo se i palestinesi riescono a negoziare la pace con Israele.
Il 14 novembre 2012 Israele ha avviato l'operazione Pilastro di difesa nella Striscia di Gaza con l'obiettivo dichiarato di fermare gli attacchi missilistici indiscriminati provenienti dalla Striscia di Gaza e di interrompere le capacità delle organizzazioni militanti. L'operazione è iniziata con l'uccisione mirata di Ahmed Jabari, capo dell'ala militare di Hamas. L'IDF ha dichiarato di aver preso di mira più di 1500 siti militari nella Striscia di Gaza, tra cui piattaforme di lancio di razzi, tunnel di contrabbando, centri di comando, produzione di armi ed edifici di stoccaggio. Secondo fonti palestinesi sono state colpite case civili e funzionari sanitari di Gaza affermano che 167 palestinesi erano stati uccisi nel conflitto entro il 23 novembre. I gruppi militanti palestinesi hanno lanciato oltre 1456 Fajr-5 iraniani, razzi Grad russi, Qassam e mortai su Rishon LeZion, Beersheba, Ashdod, Ashkelon e altri centri abitati; Tel Aviv è stata colpita per la prima volta dalla Guerra del Golfo del 1991 e i razzi sono stati puntati su Gerusalemme. I razzi hanno ucciso quattro civili israeliani, tre dei quali hanno colpito direttamente una casa a Kiryat Malachi, due soldati israeliani e un certo numero di civili palestinesi. Entro il 19 novembre, oltre 252 israeliani furono feriti fisicamente in attacchi missilistici. Il sistema di difesa missilistico israeliano Iron Dome ha intercettato circa 421 razzi, altri 142 razzi sono caduti sulla stessa Gaza, 875 razzi sono caduti in aree aperte e 58 razzi hanno colpito aree urbane in Israele. L'attentato contro un autobus di Tel Aviv, che ha ferito oltre 20 civili, ha ricevuto la "benedizione" di Hamas. Il 21 novembre è stato annunciato un cessate il fuoco dopo giorni di negoziati tra Hamas e Israele mediati dall'Egitto.
Nell'ottobre 2011 è stato raggiunto un accordo tra Israele e Hamas, in base al quale il soldato israeliano catturato Gilad Shalit sarebbe stato rilasciato in cambio di 1027 prigionieri palestinesi e arabo-israeliani, 280 dei quali erano stati condannati all'ergastolo per aver pianificato e perpetrato varie attacchi terroristici contro obiettivi israeliani. Il leader militare di Hamas Ahmed Jabari è stato successivamente citato per aver confermato che i prigionieri rilasciati come parte dell'accordo erano collettivamente responsabili dell'uccisione di 569 civili israeliani.
Nel 2014 si è verificata un'altra guerra tra Israele e Gaza che ha provocato oltre 70 vittime israeliane e oltre 2000 palestinesi.

### 2020
Nel 2021 si è verificata un'altra guerra tra Israele e Gaza che ha provocato oltre 250 vittime. Mentre la guerra continuava, si accesero violenti conflitti anche all'interno di Israele. Gli analisti politici ritengono che la guerra abbia diminuito le possibilità di colloqui bilaterali israelo-palestinesi.
Nel novembre 2022, con l’elezione del 37esimo governo di Israele, un governo di coalizione guidato da Benjamin Netanyahu e noto per l’inclusione di politici di estrema destra, la violenza nel conflitto è aumentata, con un aumento di azioni militari come l’incursione di Jenin nel luglio 2023 e la violenza politica palestinese hanno prodotto il più alto numero di vittime nel conflitto dal 2005.
Il 7 ottobre 2023, la guerra tra Israele e Hamas è iniziata quando Hamas ha lanciato un attacco su larga scala contro Israele, durante il quale Hamas ha inizialmente lanciato almeno 2200 razzi contro Israele dalla Striscia di Gaza. Contemporaneamente, centinaia di militanti palestinesi hanno sfondato il confine, entrando in Israele a piedi e con veicoli a motore. Si sono impegnati in scontri a fuoco con le forze di sicurezza israeliane, hanno ucciso civili israeliani e hanno preso il controllo di città e basi militari israeliane. L'attacco ha provocato la morte di oltre 1139 israeliani e cittadini stranieri, inclusi 766 civili e 373 forze di sicurezza; altri 253 israeliani e cittadini stranieri sono stati rapiti a Gaza. Dopo l’assalto iniziale, le forze israeliane hanno allontanato i militanti di Hamas dal sud di Israele prima di lanciare estesi attacchi aerei sulla Striscia di Gaza seguiti da un’invasione di terra su larga scala, provocando più di 30000 vittime palestinesi e innescando una crisi umanitaria.